# Automeris elcearaiana
Automeris elcearaiana é uma espécie de mariposa do gênero Automeris, da família Saturniidae.
Sua ocorrência foi registrada no Brasil, estado do Ceará, cidade de Pacoti, Bairro Santana.